# Wielka Brytania na Letnich Igrzyskach Olimpijskich 1996
Wielką Brytanię na Letnich Igrzyskach Olimpijskich w roku 1996 w Atlancie reprezentowało 300 sportowców (184 mężczyzn i 116 kobiet) startujących w 22 dyscyplinach. Był to 23 start reprezentacji Wielkiej Brytanii na letnich igrzyskach olimpijskich.

## Zdobyte medale
| Medal  | Zawodnik                                                                             | Dyscyplina        | Konkurencja                         | Rezultat                                                                             |
| ------ | ------------------------------------------------------------------------------------ | ----------------- | ----------------------------------- | ------------------------------------------------------------------------------------ |
| Złoto  | Steven Redgrave, Matthew Pinsent                                                     | Wioślarstwo       | dwójka bez sternika mężczyzn        | 6:20,09 min                                                                          |
| Srebro | Steve Backley                                                                        | Lekkoatletyka     | rzut oszczepem mężczyzn             | 87,44 m                                                                              |
| Srebro | Jonathan Edwards                                                                     | Lekkoatletyka     | trójskok mężczyzn                   | 17,88 m                                                                              |
| Srebro | Roger Black                                                                          | Lekkoatletyka     | bieg na 400 m mężczyzn              | 44,41 s                                                                              |
| Srebro | Iwan Thomas, Jamie Baulch, Mark Richardson, Roger Black, Mark Hylton, Du'aine Ladejo | Lekkoatletyka     | sztafeta 4 × 400 m mężczyzn         | 2:56,60 min                                                                          |
| Srebro | Paul Palmer                                                                          | Pływanie          | 400 m stylem dowolnym mężczyzn      | 3:49,00 min                                                                          |
| Srebro | Neil Broad, Tim Henman                                                               | Tenis ziemny      | gra podwójna mężczyzn               | w finale ulegli Australijczykom Todd Woodbridge – Mark Woodforde 0:3 (4:6, 4:6, 2:6) |
| Srebro | John Merricks, Ian Walker                                                            | Żeglarstwo        | klasa 470 mężczyzn                  | 60 pkt                                                                               |
| Srebro | Ben Ainslie                                                                          | Żeglarstwo        | klasa Laser                         | 37 pkt                                                                               |
| Brąz   | Chris Boardman                                                                       | Kolarstwo szosowe | jazda indywidualna na czas mężczyzn | 1:04,36 h                                                                            |
| Brąz   | Maximilian Sciandri                                                                  | Kolarstwo szosowe | wyścig ze startu wspólnego mężczyzn | 4:53,58 h                                                                            |
| Brąz   | Denise Lewis                                                                         | Lekkoatletyka     | siedmiobój kobiet                   | 6489 pkt                                                                             |
| Brąz   | Steve Smith                                                                          | Lekkoatletyka     | skok wzwyż mężczyzn                 | 2,35 m                                                                               |
| Brąz   | Graeme Smith                                                                         | Pływanie          | 1500 m stylem dowolnym mężczyzn     | 15:02,48 min                                                                         |
| Brąz   | Rupert Obholzer, Jonny Searle, Greg Searle, Thim Foster                              | Wioślarstwo       | czwórka bez sternika mężczyzn       | 6:07,28 min                                                                          |

## Skład kadry

### Badminton
Kobiety
- Kelly Morgan – gra pojedyncza – 9. miejsce,
- Joanne Muggeridge – gra pojedyncza – 33. miejsce
- Anne Gibson – gra pojedyncza – 33. miejsce,
- Joanne Wright-Goode, Julie Bradbury – gra podwójna – 9. miejsce,
- Joanne Muggeridge, Kelly Morgan – gra podwójna – 17. miejsce,

Mężczyźni
- Peter Knowles – gra pojedyncza – 17. miejsce,
- Darren Hall – gra pojedyncza – 17. miejsce,
- Julian Robertson – 33. miejsce,
- Chris Hunt, Simon Archer – gra podwójna – 5. miejsce
- Darren Hall, Peter Knowles – gra podwójna – 17. miejsce,
- Julian Robertson, Nick Ponting – gra podwójna – 17. miejsce,

Miksty
- Joanne Wright-Goode, Nick Ponting – 9. miejsce,
- Joanne Muggeridge, Chris Hunt – 17. miejsce,
- Julie Bradbury, Simon Archer – 17. miejsce,

### Boks
Mężczyźni
- David Burke waga piórkowa do 57 kg – 17. miejsce,
- Fola Okesola waga ciężka do 91 kg – 9. miejsce,

### Gimnastyka
Kobiety
- Annika Reeder

wielobój indywidualnie – 64. miejsce,
ćwiczenia wolne – 77. miejsce,
skok przez konia – 66. miejsce,
ćwiczenia na poręczach – 83. miejsce,
ćwiczenia na równoważni – 73. miejsce,
- Sonia Lawrence

wielobój indywidualnie – 71. miejsce,
ćwiczenia wolne – 89. miejsce,
skok przez konia – 78. miejsce,
ćwiczenia na poręczach – 75. miejsce,
ćwiczenia na równoważni – 83. miejsce,
Mężczyźni
- Lee McDermott (gimnastyk)Lee McDermott

wielobój indywidualnie – 55. miejsce,
ćwiczenia wolne – 72. miejsce,
skok przez konia – 76. miejsce,
ćwiczenia na poręczach – 64. miejsce,
ćwiczenia na drążku – 57. miejsce,
ćwiczenia na kółkach – 52. miejsce,
ćwiczenia na koniu z łękami – 89. miejsce,
- Dominic Brindle

wielobój indywidualnie – 59. miejsce,
ćwiczenia wolne – 85. miejsce,
skok przez konia – 82. miejsce,
ćwiczenia na poręczach – 77. miejsce,
ćwiczenia na drążku – 51. miejsce,
ćwiczenia na kółkach – 84. miejsce,
ćwiczenia na koniu z łękami – 88. miejsce,

### Hokej na trawie
Kobiety
- Joanne Thompson, Hilary Rose, Christine Cook, Christina Cullen, Karen Brown, Gillian Atkins, Susanna Fraser, Rhona Simpson, Mandy Nichols-Nicholson, Janet Sixsmith, Pauline Robertson-Stott, Joanne Mould, Tammy Miller, Anna Bennett, Mandy Davies, Kathryn Johnson – 4. miejsce,

Mężczyźni
- Simon Mason, David Luckes, Jonathan Wyatt, Julian Halls, Soma Singh, Simon Hazlitt, Jason Laslett, Kalbir Singh Takher, Jason Lee, Robert Thompson, Christopher Mayer, Phillip McGuire, Russell Garcia, John Shaw, Calum Giles, Daniel Hall – 7. miejsce,

### Judo
Kobiety
- Joyce Heron – waga do 48 kg – 9. miejsce,
- Sharon Rendle – waga do 52 kg – 18. miejsce,
- Nicola Fairbrother – waga do 56 kg – 5. miejsce,
- Diane Bell – waga do 61 kg – 16. miejsce,
- Rowena Sweatman – waga do 66 kg – 7. miejsce,
- Kate Howey – waga do 72 kg – 9. miejsce,
- Michelle Rogers – waga powyżej 72 kg – 9. miejsce,

Mężczyźni
- Nigel Donohue – waga do 60 kg – 7. miejsce,
- Julian Davies – waga do 65 kg – 17. miejsce,
- Danny Kingston – waga do 71 kg – 21. miejsce,
- Graeme Randall – waga do 78 kg – 33. miejsce,
- Ryan Birch – waga do 86 kg – 21. miejsce,
- Raymond Stevens – waga do 95 kg – . miejsce,

### Jeździectwo
- Richard Davison – ujeżdżenie indywidualnie – 21. miejsce,
- Joanna Jackson – ujeżdżenie indywidualnie – 36. miejsce,
- Vicky Thompson – ujeżdżenie indywidualnie – 39. miejsce,
- Jane Bredin-Gregory – ujeżdżenie indywidualnie – 42. miejsce,
- Richard Davison, Joanna Jackson, Vicky Thompson, Jane Bredin-Gregory – ujeżdżenie drużynowo – . miejsce,
- Geoff Billington – skoki przez przeszkody indywidualnie – 6. miejsce,
- John Whitaker – skoki przez przeszkody indywidualnie – 9. miejsce,
- Nick Skelton – skoki przez przeszkody indywidualnie – 23. miejsce,
- Michael Whitaker – skoki przez przeszkody indywidualnie – 63. miejsce,
- Geoff Billington,Nick Skelton, John Whitaker, Michael Whitaker – skoki przez przeszkody drużynowo – 11. miejsce,
- Chris Hunnable – WKKW indywidualnie – 10. miejsce,
- Mary Thomson-King – WKKW indywidualnie – 12. miejsce,
- Charlotte Bathe – WKKW indywidualnie – nie ukończył konkurencji,
- Karen Straker-Dixon, Gary Parsonage, William Fox-Pitt, Ian Stark – WKKW drużynowo – 5. miejsce,

### Kajakarstwo
Kobiety
- Andrea Dallaway – K-1 500 m – odpadła w półfinale,
- Helen Gilby, Alison Thorogood – K-2 500 m – odpadły w półfinale,
- Rachel Crosbee – kajakarstwo górskie – K-1 – 18. miejsce,
- Lynn Simpson – kajakarstwo górskie – K-1 – 23. miejsce,

Mężczyźni
- Ivan Lawler

K-1 500 m – odpadł w repesażach,
K-1 1000 m – odpadł w półfinale,
- Grayson Bourne, Paul Darby-Dowman – K-2 1000 m – odpadli w półfinale,
- Andrew Train, Steve Train

C-2 500 m – odpadli w półfinale,
C-2 1000 m – 6. miejsce,
- Ian Raspin – kajakarstwo górskie – K-1 – 9. miejsce,
- Paul Ratcliffe – kajakarstwo górskie – K-1 – 14. miejsce,
- Shaun Pearce – kajakarstwo górskie – K-1 – 25. miejsce,
- Gareth Marriott – kajakarstwo górskie – C-1 – 4. miejsce,
- Mark Delaney – kajakarstwo górskie – C-1 – 14. miejsce,
- Craig Brown, Stewart Pitt – kajakarstwo górskie – C-2 – 12. miejsce,

### Kolarstwo
Kobiety
- Marie Purvis – kolarstwo szosowe – wyścig ze startu wspólnego – 11. miejsce,
- Sarah Phillips

kolarstwo szosowe – wyścig ze startu wspólnego – 19. miejsce,
kolarstwo szosowe – jazda indywidualna na czas – 21. miejsce,
- Caroline Alexander – kolarstwo szosowe – wyścig ze startu wspólnego – 43. miejsce,
- Yvonne McGregor

kolarstwo szosowe – jazda indywidualna na czas – 14. miejsce,
kolarstwo torowe – wyścig na 3000 m na dochodzenie – 4. miejsce,
- Maria Lawrence – kolarstwo torowe – wyścig punktowy – 14. miejsce,
- Deb Murrell – kolarstwo górskie – cross country – 22. miejsce,
- Caroline Alexander – kolarstwo górskie – cross country – nie ukończyła wyścigu,

Mężczyźni
- Max Sciandri – kolarstwo szosowe – wyścig ze startu wspólnego – 3. miejsce,
- Malcolm Elliott – kolarstwo szosowe – wyścig ze startu wspólnego – 79. miejsce,
- John Tanner – kolarstwo szosowe – wyścig ze startu wspólnego – 99. miejsce,
- Brian Smith – kolarstwo szosowe – wyścig ze startu wspólnego – nie ukończył wyścigu,
- Chris Boardman – kolarstwo szosowe – jazda indywidualna na czas – 3. miejsce,
- Shaun Wallace – kolarstwo torowe – wyścig na 1 km ze startu zatrzymanego – 16. miejsce,
- Graeme Obree – kolarstwo torowe – wyścig na 4000 m na dochodzenie – 11. miejsce,
- Rob Hayles, Matt Illingworth, Bryan Steel, Chris Newton – kolarstwo torowe – wyścig na 4000 m na dochodzenie drużynowo – 10. miejsce,
- Gary Foord – kolarstwo górskie – cross country – 12. miejsce,,
- David Baker – kolarstwo górskie – cross country – 15. miejsce,,

### Lekkoatletyka
Kobiety
- Simmone Jacobs

bieg na 100 m – odpadła w ćwierćfinale,
bieg na 200 m – odpadła w ćwierćfinale,
- Marcia Richardson – bieg na 100 m – odpadła w ćwierćfinale,
- Stephi Douglas – bieg na 100 m – odpadła w ćwierćfinale,
- Katharine Merry – bieg na 200 m – odpadła w ćwierćfinale,
- Phylis Smith – bieg na 400 m – odpadła w ćwierćfinale,
- Donna Fraser – bieg na 400 m – odpadła w ćwierćfinale,
- Kelly Holmes

bieg na 800 m – 4. miejsce,
bieg na 1500 m – 11. miejsce,
- Diane Modahl – bieg na 800 m – nie ukończyła biegu eliminacyjnego,
- Paula Radcliffe – bieg na 5000 m – 5. miejsce,
- Sonia McGeorge – bieg na 5000 m – odpadła w eliminacjach,
- Alison Wyeth – bieg na 5000 m – odpadła w eliminacjach,
- Liz McColgan – maraton – 16. miejsce,
- Karen Macleod – maraton – 45. miejsce,
- Suzanne Rigg – maraton – 58. miejsce,
- Angie Thorp – bieg na 100 m przez płotki – odpadła w półfinale,
- Jackie Agyepong – bieg na 100 m przez płotki – odpadła w eliminacjach,
- Sally Gunnell – bieg na 400 m przez płotki – odpadła w półfinale,
- Angie Thorp, Marcia Richardson, Simmone Jacobs, Katharine Merry – sztafeta 4 × 100 m – 8. miejsce,
- Phylis Smith, Allison Curbishley, Donna Fraser, Georgina Oladapo – sztafeta 4 × 400 m – odpadły w eliminacjach
- Vicky Lupton – chód na 20 km – 33. miejsce,
- Lea Haggett – skok wzwyż – 16. miejsce,
- Debbie Marti – skok wzwyż – 19. miejsce,
- Denise Lewis – skok w dal – 23. miejsce,
- Ashia Hansen – trójskok – 4. miejsce,
- Michelle Griffith – trójskok – 17. miejsce,
- Judy Oakes – pchnięcie kulą – 11. miejsce,
- Jackie McKernan – rzut dyskiem – 20. miejsce,
- Tessa Sanderson – rzut oszczepem – 14. miejsce,
- Shelley Holroyd – rzut oszczepem – 27. miejsce,
- Denise Lewis – siedmiobój – 3. miejsce,

Mężczyźni
- Linford Christie

bieg na 100 m – nie ukończył biegu finałowego (dyskwalifikacja),
bieg na 200 m – odpadł w ćwierćfinale,
- Ian Mackie – bieg na 100 m – odpadł w ćwierćfinale,
- Darren Braithwaite – bieg na 100 m – odpadł w ćwierćfinale,
- John Regis – bieg na 200 m – odpadł w półfinale,
- Owusu Dako – bieg na 200 m – odpadł w eliminacjach,
- Roger Black – bieg na 400 m – 2. miejsce,
- Iwan Thomas – bieg na 400 m – 5. miejsce,
- Du’aine Ladejo – bieg na 400 m – odpadł w ćwierćfinale,
- Curtis Robb – bieg na 800 m – odpadł w półfinale,
- Craig Winrow – bieg na 800 m – odpadł w półfinale,
- David Strang – bieg na 800 m – odpadł w eliminacjach,
- John Mayock – bieg na 1500 m – 11. miejsce,
- Tony Whiteman – bieg na 1500 m – odpadł w półfinale,
- Kevin McKay – bieg na 1500 m – odpadł w półfinale,
- John Nuttall – bieg na 5000 m – odpadł w półfinale,
- Jon Brown – bieg na 10 000 m – 10. miejsce,
- Paul Evans – bieg na 10 000 m – nie ukończył biegu,
- Richard Nerurkar – maraton – 5. miejsce,
- Peter Whitehead – maraton – 55. miejsce,
- Steve Brace – maraton – 60. miejsce,
- Colin Jackson – bieg na 110 m przez płotki – 4. miejsce,
- Andy Tulloch – bieg na 110 m przez płotki – odpadł w ćwierćfinale,
- Tony Jarrett – bieg na 110 m przez płotki – odpadł w ćwierćfinale (dyskwalifikacja),
- Jon Ridgeon – bieg na 400 m przez płotki – odpadł w półfinale,
- Peter Crampton – bieg na 400 m przez płotki – odpadł w eliminacjach,
- Gary Jennings – bieg na 400 m przez płotki – odpadł w eliminacjach,
- Justin Chaston – bieg na 3000 m z przeszkodami – odpadł w półfinale,
- Keith Cullen – bieg na 3000 m z przeszkodami – odpadł w półfinale,
- Spencer Duval – bieg na 3000 m z przeszkodami – odpadł w eliminacjach,
- Tony Jarrett, Darren Braithwaite, Darren Campbell, Owusu Dako – sztafeta 4 × 100 m – odpadli w eliminacjach (nie ukończyli biegu eliminacyjnego),
- Iwan Thomas, Jamie Baulch, Mark Richardson, Roger Black, Mark Hylton[3], Du’aine Ladejo[9] – sztafeta 4 × 400 m – 2. miejsce,
- Chris Maddocks – chód na 50 km – 34. miejsce,
- Steven Smith – skok wzwyż – 3. miejsce,
- Dalton Grant – skok wzwyż – 19. miejsce,
- Neil Winter – skok o tyczce – 24. miejsce,
- Nick Buckfield – skok o tyczce – 20. miejsce,
- Jonathan Edwards – trójskok – 2. miejsce,
- Francis Agyepong – trójskok – 13. miejsce,
- Shaun Pickering – pchnięcie kulą – 27. miejsce,
- Robert Weir – rzut dyskiem – 15. miejsce,
- Glen Smith – rzut dyskiem – 36. miejsce,
- David Smith – rzut młotem – 32. miejsce,
- Steve Backley – rzut oszczepem – 2. miejsce,
- Mick Hill – rzut oszczepem – 12. miejsce,
- Nicholas Nieland – rzut oszczepem – 25. miejsce,
- Alex Kruger – dziesięciobój – nie ukończył konkurencji,

### Łucznictwo
Kobiety
- Alison Williamson – indywidualnie – 10. miejsce,

Mężczyźni
- Gary Hardinges – indywidualnie – 28. miejsce,
- Steven Hallard – indywidualnie – 55. miejsce,

### Pięciobój nowoczesny
Mężczyźni
- Richard Phelps – indywidualnie – 18. miejsce,

### Pływanie
Kobiety
- Sue Rolph

50 m stylem dowolnym – 22. miejsce,
100 m stylem dowolnym – 16. miejsce,
200 m stylem zmiennym – 21. miejsce,
- Karen Pickering

100 m stylem dowolnym – 14. miejsce,
200 m stylem dowolnym – 13. miejsce,
- Sarah Hardcastle

400 m stylem dowolnym – 9. miejsce,
800 m stylem dowolnym – 8. miejsce,
- Helen Slatter – 100 m stylem grzbietowym – 13. miejsce,
- Joanne Deakins – 200 m stylem grzbietowym – 12. miejsce,
- Jaime King (pływaczka)Jaime King – 100 m stylem klasycznym – 17. miejsce,
- Marie Hardiman – 200 m stylem klasycznym – 14. miejsce,
- Caroline Foot – 100 m stylem motylkowym – 27. miejsce,
- Sarah Hardcastle – 400 m stylem zmiennym – 19. miejsce,
- Karen Pickering, Sue Rolph, Alison Sheppard, Carrie Willmott – sztafeta 4 x 100 m stylem dowolnym – 9. miejsce,
- Janine Belton, Vicky Horner, Claire Huddart, Karen Pickering – sztafeta 4 x 200 m stylem dowolnym – 10. miejsce,
- Caroline Foot, Jaime King, Karen Pickering, Helen Slatter – sztafeta 4 x 100 m stylem zmiennym – 13. miejsce,

Mężczyźni
- Mark Foster – 50 m stylem dowolnym – 16. miejsce,
- Nick Shackell – 100 m stylem dowolnym – 28. miejsce,
- Paul Palmer

200 m stylem dowolnym – 8. miejsce,
400 m stylem dowolnym – 2. miejsce,
1500 m stylem dowolnym – 10. miejsce,
- Graeme Smith – 1500 m stylem dowolnym – 3. miejsce,
- Neil Willey – 100 m stylem grzbietowym – 10. miejsce,
- Martin Harris

100 m stylem grzbietowym – 26. miejsce,
200 m stylem grzbietowym – 32. miejsce,
- Adam Ruckwood – 200 m stylem grzbietowym – 13. miejsce,
- Richard Maden – 100 m stylem klasycznym – 11. miejsce,
- Nick Gillingham – 200 m stylem klasycznym – 4. miejsce,
- James Hickman

100 m stylem motylkowym – 9. miejsce,
200 m stylem motylkowym – 7. miejsce,
- Nick Shackell, Alan Rapley, Mark Stevens, Mike Fibbens – sztafeta 4 × 100 m stylem dowolnym – 8. miejsce,
- Paul Palmer, Andrew Clayton, Mark Stevens, James Salter – sztafeta 4 × 200 m stylem dowolnym – 5. miejsce,
- James Hickman, Richard Maden, Nick Shackell, Neil Willey – odpadli w eliminacjach (dyskwalifikacja),

### Podnoszenie ciężarów
Mężczyźni
- Anthony Arthur – waga do 83 kg – 12. miejsce,

### Siatkówka plażowa
Mężczyźni
- Audrey Cooper, Amanda Glover – 9. miejsce,

### Skoki do wody
Kobiety
- Hayley Allen – wieża 10 m – 9. miejsce,
- Lesley Ward – wieża 10 m – 18. miejsce,

Mężczyźni
- Tony Ali-Ally – trampolina 3 m – 18. miejsce,
- Bob Morgan

trampolina 3 m – 24. miejsce,
wieża 10 m – 13. miejsce,
- Leon Taylor – wieża 10 m – 18. miejsce,

### Strzelectwo
Kobiety
- Carol Bartlett-Page

pistolet pneumatyczny 10 m – 23. miejsce,
pistolet sportowy 25 m – 30. miejsce,
Mężczyźni
- Jonathan Stern – karabin małokalibrowy leżąc 50 m – 48. miejsce,
- Peter Boden – trap = 9. miejsce,
- Kevin Gill

trap – 37. miejsce,
podwójny trap – 27. miejsce,
- Richard Faulds – podwójny trap – 5. miejsce,

### Szermierka
Kobiety
- Fiona McIntosh – floret indywidualnie – 34. miejsce,

Mężczyźni
- James Williams – szabla indywidualnie – 27. miejsce,

### Tenis stołowy
Kobiety
- Lisa Lomas – gra pojedyncza – 33. miejsce,
- Andrea Holt, Lisa Lomas – gra podwójna – 17. miejsce,

Mężczyźni
- Chen Xinhua – gra pojedyncza – 17. miejsce,
- Carl Prean – gra pojedyncza – 33. miejsce,

### Tenis ziemny
Kobiety
- Clare Wood – gra pojedyncza – 33. miejsce,
- Valda Lake, Clare Wood – gra podwójna – 5. miejsce,

Mężczyźni
- Greg Rusedski – gra pojedyncza – 9. miejsce,
- Tim Henman – gra pojedyncza – 17. miejsce,
- Neil Broad, Tim Henman – gra podwójna – 2. miejsce

### Wioślarstwo
Kobiety
- Guin Batten – jedynki – 5. miejsce,
- Kate MacKenzie, Philippa Cross – dwójka bez sternika – 12. miejsce,
- Annamarie Stapleton, Lisa Eyre, Dorothy Blackie, Kate Pollitt, Miriam Batten, Cath Bishop, Joanne Turvey, Alison Gill, Suzie Ellis – ósemka – 7. miejsce,

Mężczyźni
- Peter Haining – jedynki – 11. miejsce,
- Guy Pooley[10], Robert Thatcher, James Cracknell – dwójka podwójna – 17. miejsce,
- Steven Redgrave, Matthew Pinsent – dwójka bez sternika – 1. miejsce,
- Rupert Obholzer, Jonny Searle, Greg Searle, Thim Foster – czwórka bez sternika – 3. miejsce,
- Matthew Parish, Jim Walker, Alex Story, Richard Hamilton, Roger Brown, Peter Bridge, Ben Hunt-Davis, Graham Smith, Garry Herbert – ósemka – 8. miejsce,
- Nicholas Strange, Andrew Sinton – dwójka podwójna wagi lekkiej – 12. miejsce,
- David Lemon, James McNiven, Tom Kay, Benjamin Helm – czwórka bez sternika wagi lekkiej – 10. miejsce,

### Zapasy
Mężczyźni
- Amarjit Singh – styl wolny waga do 130 kg – 13. miejsce,

### Żeglarstwo
- Penny Way-Wilson – windsurfing kobiety – 7. miejsce,
- Shirley Robertson – klasa Europa – 4. miejsce,
- Bethan Raggatt, Sue Hay-Carr – klasa 470 kobiety – 11. miejsce,
- Andy Beadsworth, Barry Parkin, Adrian Stead – Soling – 4. miejsce,
- David Williams, Ian Rhodes – klasa Tornado – 13. miejsce,
- Glyn Charles, George Skuodas – klasa Star – 11. miejsce,
- Ben Ainslie – klasa Laser – 2. miejsce,
- John Merricks, Ian Walker – klasa 470 mężczyźni – 2. miejsce,
- Richard Stenhouse – klasa Finn – 12. miejsce,
- Howard Plumb – windsurfing mężczyźni – 24. miejsce,